# Anepholcia
Anepholcia is een geslacht van vlinders van de familie uilen (Noctuidae), uit de onderfamilie Pantheinae.

## Soorten
- A. pygaria Warren, 1912
- A. talboti Prout & Talbot, 1924